# Campeonato Soviético de Xadrez de 1969
O Campeonato Soviético de Xadrez de 1969 foi a 37ª edição do Campeonato de xadrez da URSS, realizado em Moscou, de 5 de setembro a 12 de outubro de 1969. A competição foi vencida por Tigran Petrosian que derrotou Lev Polugaevsky em um match-desempate. Semifinais ocorreram nas cidades de Barnaul, Kiev, Rostov e Voronezh. Este campeonato novamente foi muito forte, com a participação de vários dos principais jogadores soviéticos. Petrosian voltou ao campeonato depois de perder o título mundial para Boris Spassky no ano anterior. Uma grande surpresa foi o fracasso de David Bronstein em se classificar para a final na semifinal disputada em Kiev.

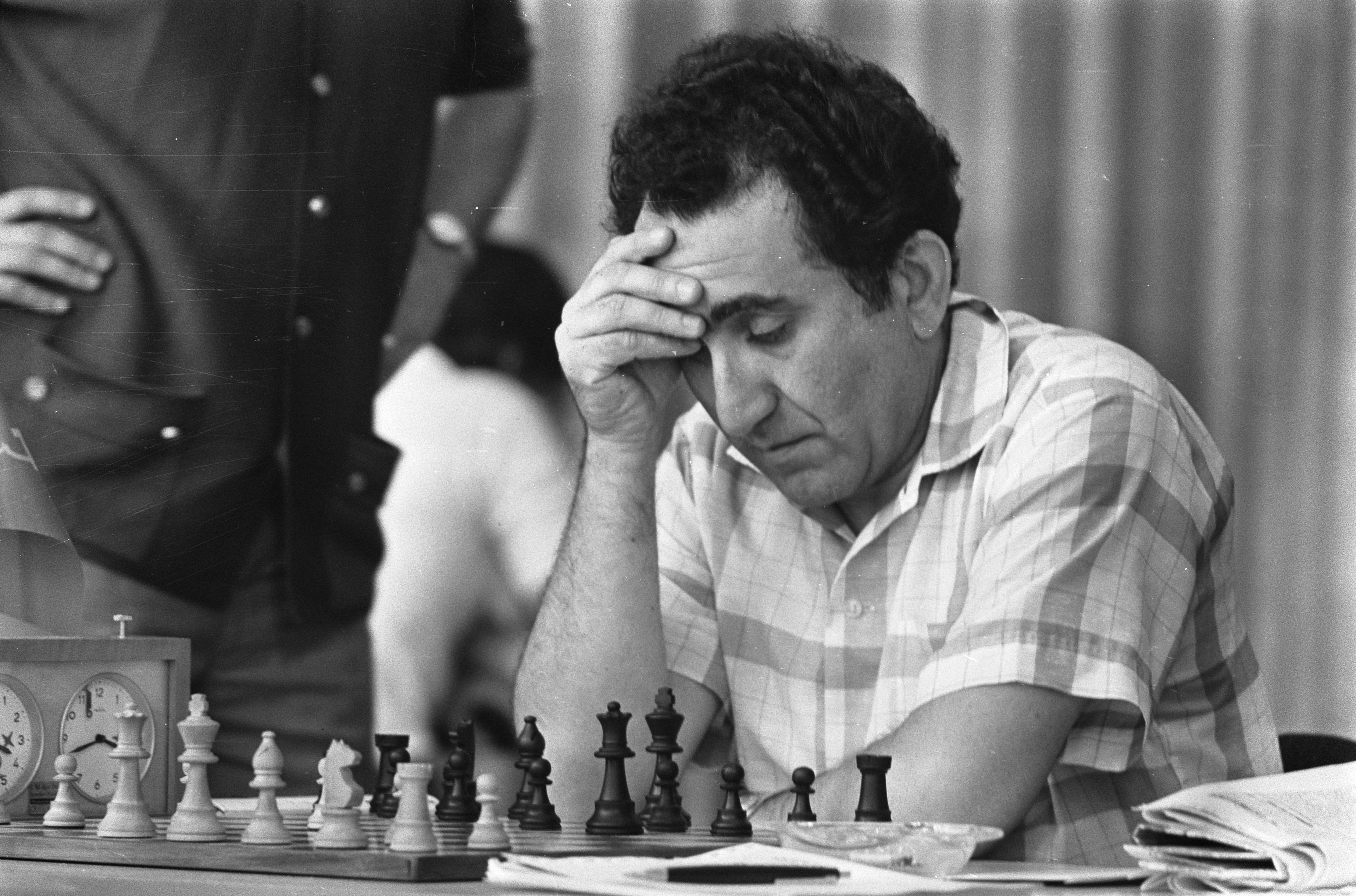
Tigran Petrosian

## Tabela e resultados
| N° | Jogador             | 1 | 2 | 3 | 4 | 5 | 6 | 7 | 8 | 9 | 10 | 11 | 12 | 13 | 14 | 15 | 16 | 17 | 18 | 19 | 20 | 21 | 22 | 23 | Total |
| -- | ------------------- | - | - | - | - | - | - | - | - | - | -- | -- | -- | -- | -- | -- | -- | -- | -- | -- | -- | -- | -- | -- | ----- |
| 1  | Tigran Petrosian    | - | ½ | ½ | ½ | ½ | ½ | ½ | ½ | ½ | 1  | ½  | ½  | ½  | ½  | ½  | 1  | 1  | ½  | 1  | 1  | ½  | 1  | ½  | 14    |
| 2  | Lev Polugaevsky     | ½ | - | ½ | ½ | ½ | ½ | 1 | ½ | ½ | ½  | 1  | 1  | 1  | 1  | ½  | ½  | 1  | 1  | ½  | ½  | ½  | 0  | ½  | 14    |
| 3  | Efim Geller         | ½ | ½ | - | ½ | 1 | ½ | 0 | ½ | ½ | 1  | 0  | 0  | 1  | ½  | ½  | ½  | 1  | 1  | 1  | 1  | ½  | ½  | 1  | 13½   |
| 4  | Vassily Smyslov     | ½ | ½ | ½ | - | ½ | 1 | 0 | ½ | ½ | ½  | ½  | ½  | 1  | 1  | 1  | ½  | ½  | ½  | 1  | ½  | 1  | ½  | ½  | 13½   |
| 5  | Mark Taimanov       | ½ | ½ | 0 | ½ | - | ½ | 1 | ½ | 1 | 1  | ½  | ½  | ½  | 1  | ½  | ½  | ½  | 1  | 1  | ½  | ½  | ½  | ½  | 13½   |
| 6  | Leonid Stein        | ½ | ½ | ½ | 0 | ½ | - | ½ | ½ | ½ | ½  | ½  | 1  | 1  | ½  | ½  | 1  | ½  | ½  | ½  | ½  | ½  | 1  | 1  | 13    |
| 7  | Igor Platonov       | ½ | 0 | 1 | 1 | 0 | ½ | - | 0 | ½ | 1  | ½  | 0  | 0  | 1  | 0  | ½  | 1  | 1  | ½  | 1  | 1  | ½  | 1  | 12½   |
| 8  | Yuri Balashov       | ½ | ½ | ½ | ½ | ½ | ½ | 1 | - | ½ | ½  | ½  | ½  | ½  | 1  | ½  | ½  | 1  | 0  | 0  | ½  | 1  | 1  | ½  | 12½   |
| 9  | Ratmir Kholmov      | ½ | ½ | ½ | ½ | 0 | ½ | ½ | ½ | - | ½  | ½  | ½  | 1  | 0  | ½  | ½  | 1  | ½  | ½  | 1  | 1  | 1  | ½  | 12½   |
| 10 | Vladimir Savon      | 0 | ½ | 0 | ½ | 0 | ½ | 0 | ½ | ½ | -  | ½  | ½  | ½  | 1  | 1  | 1  | 1  | ½  | ½  | 0  | 1  | 1  | 1  | 12    |
| 11 | Aivars Gipslis      | ½ | 0 | 1 | ½ | ½ | ½ | ½ | ½ | ½ | ½  | -  | 1  | ½  | ½  | ½  | ½  | 0  | 1  | 1  | ½  | ½  | ½  | ½  | 12    |
| 12 | Orest Averkin       | ½ | 0 | 1 | ½ | ½ | 0 | 1 | ½ | ½ | ½  | 0  | -  | ½  | ½  | ½  | 1  | ½  | 0  | ½  | ½  | ½  | 1  | 1  | 11½   |
| 13 | Samuel Zhukhovitsky | ½ | 0 | 0 | 0 | ½ | 0 | 1 | ½ | 0 | ½  | ½  | ½  | -  | ½  | 1  | ½  | ½  | ½  | ½  | ½  | 1  | 1  | 1  | 11    |
| 14 | Mikhail Tal         | ½ | 0 | ½ | 0 | 0 | ½ | 0 | 0 | 1 | 0  | ½  | ½  | ½  | -  | ½  | 1  | ½  | 1  | 1  | ½  | 1  | 0  | 1  | 10½   |
| 15 | Vladimir Liberzon   | ½ | ½ | ½ | 0 | ½ | ½ | 1 | ½ | ½ | 0  | ½  | ½  | 0  | ½  | -  | ½  | ½  | 0  | 1  | ½  | ½  | ½  | 1  | 10½   |
| 16 | Evgeni Vasiukov     | 0 | ½ | ½ | ½ | ½ | 0 | ½ | ½ | ½ | 0  | ½  | 0  | ½  | 0  | ½  | -  | ½  | 1  | ½  | ½  | 1  | 0  | 1  | 9½    |
| 17 | Eduard Gufeld       | 0 | 0 | 0 | ½ | ½ | ½ | 0 | 0 | 0 | 0  | 1  | ½  | ½  | ½  | ½  | ½  | -  | 1  | ½  | ½  | ½  | ½  | 1  | 9     |
| 18 | Alexander Zaitsev   | ½ | 0 | 0 | ½ | 0 | ½ | 0 | 1 | ½ | ½  | 0  | 1  | ½  | 0  | 1  | 0  | 0  | -  | 1  | ½  | ½  | 1  | 0  | 9     |
| 19 | Anatoly Lutikov     | 0 | ½ | 0 | 0 | 0 | ½ | ½ | 1 | ½ | ½  | 0  | ½  | ½  | 0  | 0  | ½  | ½  | 0  | -  | 1  | ½  | 1  | 1  | 9     |
| 20 | Igor Zaitsev        | 0 | ½ | 0 | ½ | ½ | ½ | 0 | ½ | 0 | 1  | ½  | ½  | ½  | ½  | ½  | ½  | ½  | ½  | 0  | -  | ½  | 1  | 0  | 9     |
| 21 | Vladimir Tukmakov   | ½ | ½ | ½ | 0 | ½ | ½ | 0 | 0 | 0 | 0  | ½  | ½  | 0  | 0  | ½  | 0  | ½  | ½  | ½  | ½  | -  | ½  | 1  | 7½    |
| 22 | Semyon Furman       | 0 | 1 | ½ | ½ | ½ | 0 | ½ | 0 | 0 | 0  | ½  | 0  | 0  | 1  | ½  | 1  | ½  | 0  | 0  | 0  | ½  | -  | 0  | 7     |
| 23 | Viktor Kupreichik   | ½ | ½ | 0 | ½ | ½ | 0 | 0 | ½ | ½ | 0  | ½  | 0  | 0  | 0  | 0  | 0  | 0  | 1  | 0  | 1  | 0  | 1  | -  | 6½    |

### Desempate
| Jogador          | 1 | 2 | 3 | 4 | 5 | Total |
| ---------------- | - | - | - | - | - | ----- |
| Tigran Petrosian | 1 | ½ | ½ | 1 | ½ | 3½    |
| Lev Polugaevsky  | 0 | ½ | ½ | 0 | ½ | 1½    |